# Fighter (canção de Tali)
"Fighter" é uma canção da cantora luxemburguesa Tali Golergant que representou o Luxemburgo no Festival Eurovisão da Canção 2024, após vencer a final nacional Luxembourg Song Contest.
A canção atuou na 1ª semifinal, tendo sido apurada para a final, sendo esta a primeira participação luxemburguesa no concurso em mais de 30 anos, tendo o país concorrido pela última vez em 1993. Nesta ocasião terminou em 13.º lugar na grande final, com 103 pontos.